# Christophe de Beaumont

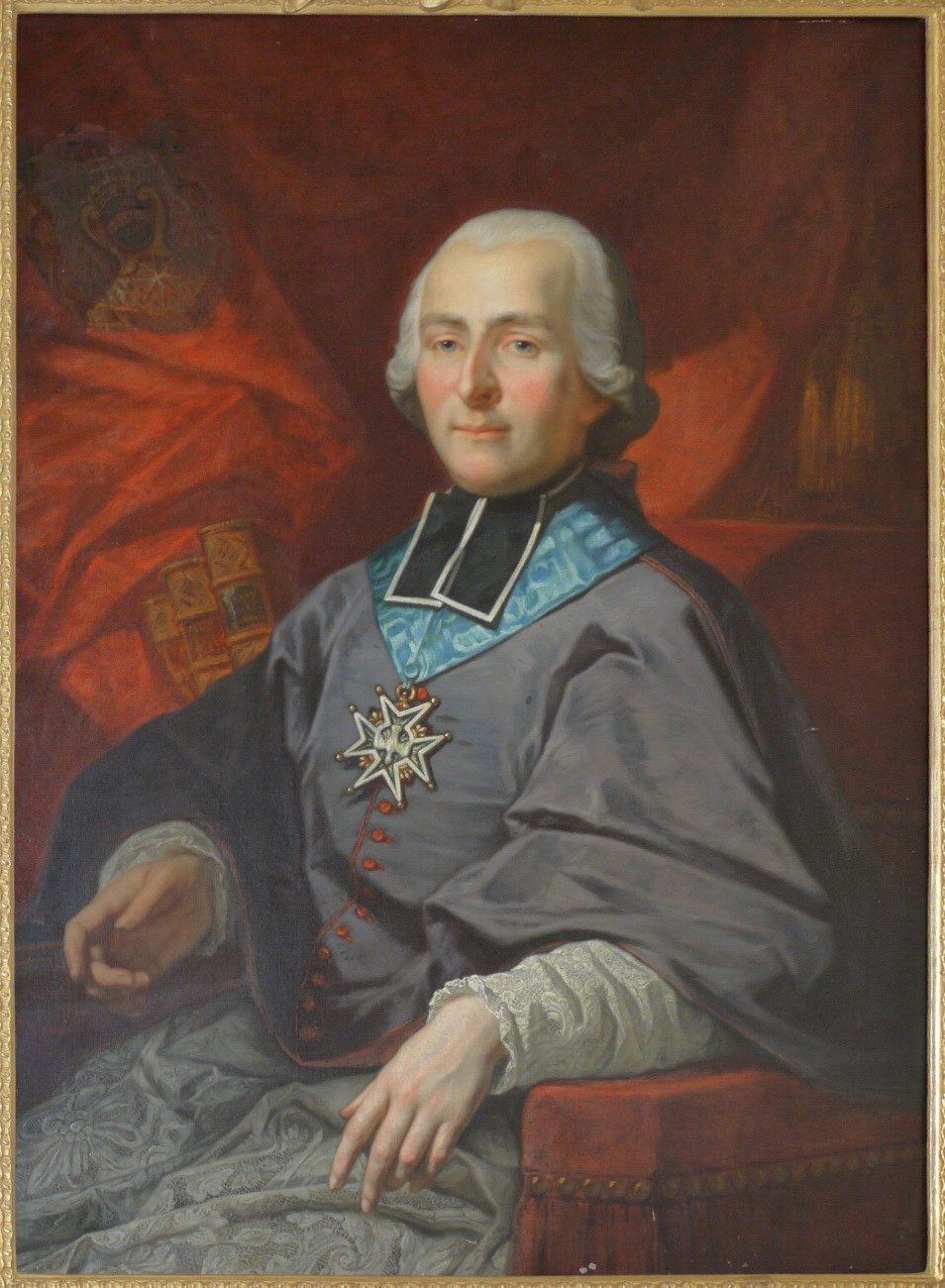
Christophe de Beaumont, duc de Saint-Cloud, comte de Lyon

Christophe de Beaumont du Repaire (* 26. Juli 1703 in Schloss La Roque bei Saint-Cyprien; † 12. Dezember 1781 in Paris) war ein französischer Geistlicher. Er wurde 1741 Bischof von Bayonne, 1745 Erzbischof von Vienne und 1746 Erzbischof von Paris.

## Leben und Wirken
Christophe de Beaumont war der Sohn von François de Beaumont, Comte de La Roque, und dessen zweiter Ehefrau Anne-Marie de Lostanges, Dame de Sainte-Alvère (ca. 1667–1747).
Am 19. Juni 1734 empfing Beaumont die Priesterweihe für das Bistum Blois. Die Bischofsweihe spendete ihm am 24. Dezember 1741 Louis-Jacques Chapt de Rastignac, Erzbischof von Tours; Mitkonsekratoren waren Gaspard de La Valette de Thomas, Bischof von Autun, und François de Crussol d’Uzès, Bischof von Blois, der ihn bereits zum Priester geweiht hatte.
Bekannt ist Christophe de Beaumont als Gegner des Jansenismus und für seine Auseinandersetzungen mit dem französischen Parlement, das ihn wegen seiner Anordnung, Sterbenden nur gegen Vorzeigen eines Beichtzettels die Sakramente zu spenden, insgesamt viermal verbannte. Schließlich zwang ihn König Ludwig XV. im August 1754 per Lettre de cachet, sich in ein ehrenvolles Exil (Hausarrest) zurückzuziehen. Beaumont warnte erfolglos vor der Gefahr der Revolution und war in diesem Zusammenhang ein erklärter Gegner Jean-Jacques Rousseaus. In einem scharfen Schreiben wandte er sich gegen dessen in Frankreich sofort nach Erscheinen konfiszierten und vom Pariser Parlement verdammten großen Erziehungsroman Émile ou De l’éducation (Emile oder über die Erziehung). 1763 antwortete ihm Rousseau in einem Verteidigungsschreiben (La lettre à Christophe de Beaumont).